# Robert Jacob Gordon

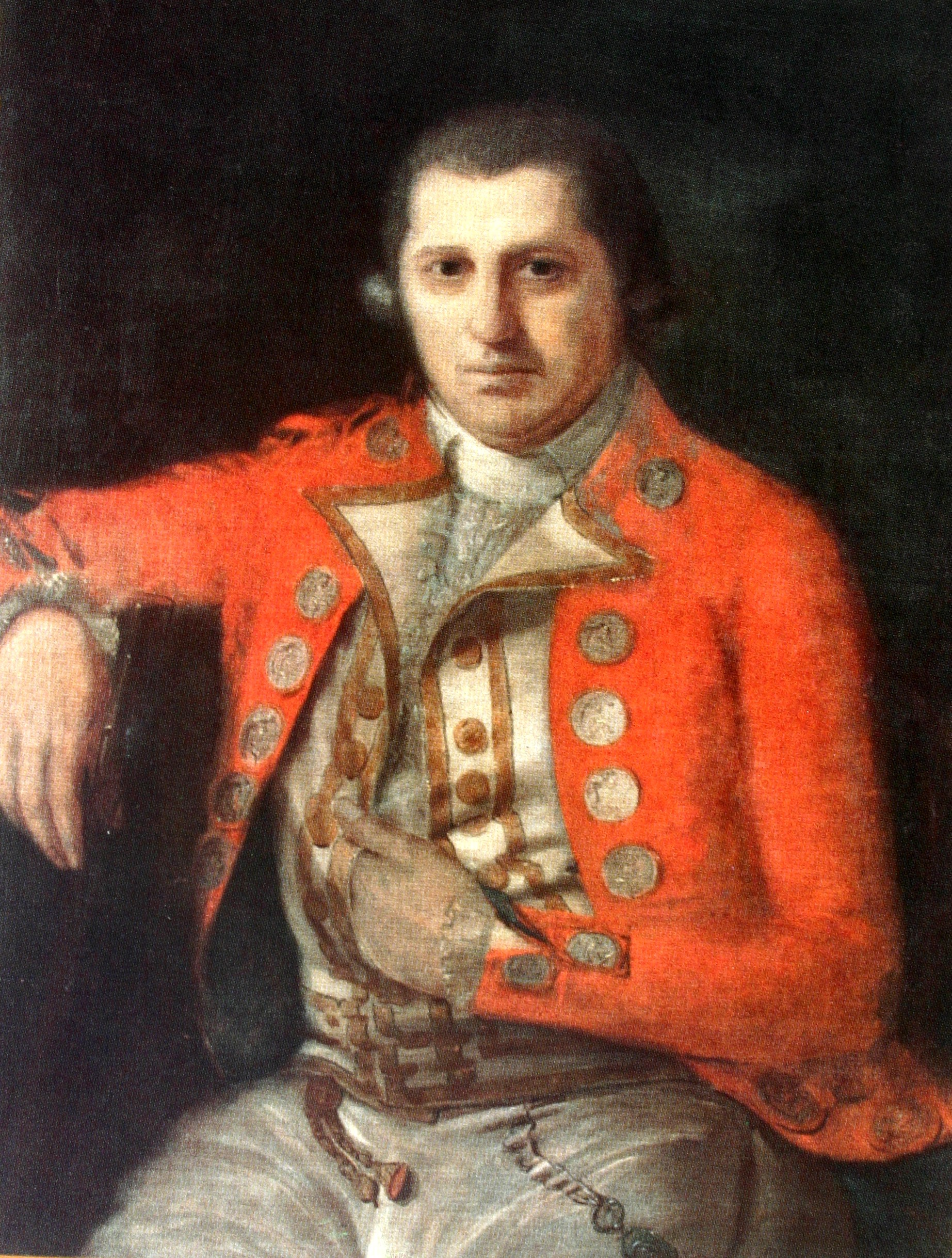
Robert Jacob Gordon

Robert Jacob Gordon (Doesburg, 29 september 1743 – Kaapstad, 25 oktober 1795) was een Nederlands  ontdekkingsreiziger, soldaat, kunstenaar, natuurwetenschapper en taalkundige van Schotse afkomst.

## Leven
Gordon was de zoon van Johanna Maria Heijdenrijck, die zelf de dochter was van Menso Heijdenrijck (de gevierd predikant in de Nederlands Hervormde Kerk), en generaal-majoor Jacob Gordon van de Schotse Brigade (1572-1782), een onderdeel van het Nederlandse leger. Hoewel van Schotse afkomst was Robert Gordon trouw aan Nederland. Hij trad in 1753 als cadet toe tot de Nederlandse Lichte Dragonders en schreef zich in 1759 als student geesteswetenschappen in bij de Universiteit van Harderwijk. Gordon had een brede belangstelling en bleek een uitzonderlijke intelligentie te hebben.
Hij diende eerst in de Schotse Brigade en trad daarna toe de Verenigde Oostindische Compagnie, waar hij opklom tot de rang van kolonel.
Van 1780 tot 1795 was Gordon commandant van de Kaapkolonie. Hij woonde in een herenhuis dat bekendstond als Schoonder Sigt. Hij ging op meer expedities dan enig andere 18e-eeuwse ontdekkingsreiziger in zuidelijk Afrika. Van de zes reizen die hij ondernam, worden er vier (tussen 1777 en 1786) beschreven in de journalen die in 1964 werden herontdekt.
Hij was verantwoordelijk voor de naamgeving van de Oranjerivier, de invoering van het merinoschaap in de Kaapkolonie en voor de ontdekking van de overblijfselen van de Padrão die Bartolomeu Dias bij Kwaaihoek had geplaatst. Behalve Frans, Nederlands en Engels sprak hij ook Hottentots en Xhosa.

### Eerste reis (1773-1774)
Gedurende 1772-1773 bezocht Gordon de Kaapkolonie, waar hij Carl Peter Thunberg en Francis Masson ontmoette. Gedrieën ondernamen zij een voettocht en verkenden de bergen tussen Kaapstad en Valsbaai.
Naast deze tocht ondernam Gordon in deze periode nog een lange reis. Hierover is echter weinig bekend.

### Tweede reis (1777-1778)
In 1777 keerde hij met de rang van kapitein terug naar de Kaap. Samen met William Paterson, een botanicus en verzamelaar die als gevolg van ziekte al snel moest terugkeren, en Johannes Schumacher/Schoemaker, een kunstenaar, vertrok hij op 6 oktober 1777 naar Swellendam. Van daar trok hij via Plattekloof naar Beervlei en vervolgens naar het huidige Aberdeen. Hij vervolgde zijn weg langs de Sneeuwbergen naar een punt iets ten westen van Colesberg. Via dezelfde route ging hij weer terug naar de Sneeuwbergen, om daarna in zuidoostelijke richting naar Cookhouse te trekken. Van daaruit maakte hij diverse uitstapjes om Xhosa stamhoofden te ontmoeten.
Een van Gordons doelen op deze reis was het bereiken van de Gariep of Groote rivier door naar het noorden te trekken: door de dalen van de Grote Visrivier, Tarkarivier en Vlekpoortrivieren naar de samenloop van de Gariep met de Caledon.
Schoemaker vergezelde Gordon op al zijn reizen. Hij produceerde een eersteklas verslag van hun reizen en veroorzaakte tot op de huidige dag verwarring over welke schetsen van hem zijn en welke van Gordon. Gordon was een zorgvuldige registrator van gegevens zoals hoogte, kompaslezingen, het aantal gereisde uren en andere informatie, die hij later wilde opnemen in een grote, door hem geplande kaart. Paterson schreef dat een van zijn doelstellingen op deze reis een ontmoeting met Xhosa opperhoofden in de buurt van het huidige Somerset East was.
Het grootste deel van zijn reis volgde Gordon een goed bereisde route, soms samen met anderen die dezelfde kant op gingen. Zijn uitrusting werd op enkele wagens vervoerd terwijl hij op zijn paard door het veld trok, observerend, dingen opschrijvend en af en toe jagend.

### Derde reis (1778)
In september en oktober ondernam Gordon, in gezelschap van gouverneur Van Plettenberg, een derde reis, naar de noordoostelijke grenzen van de Kaapkolonie.

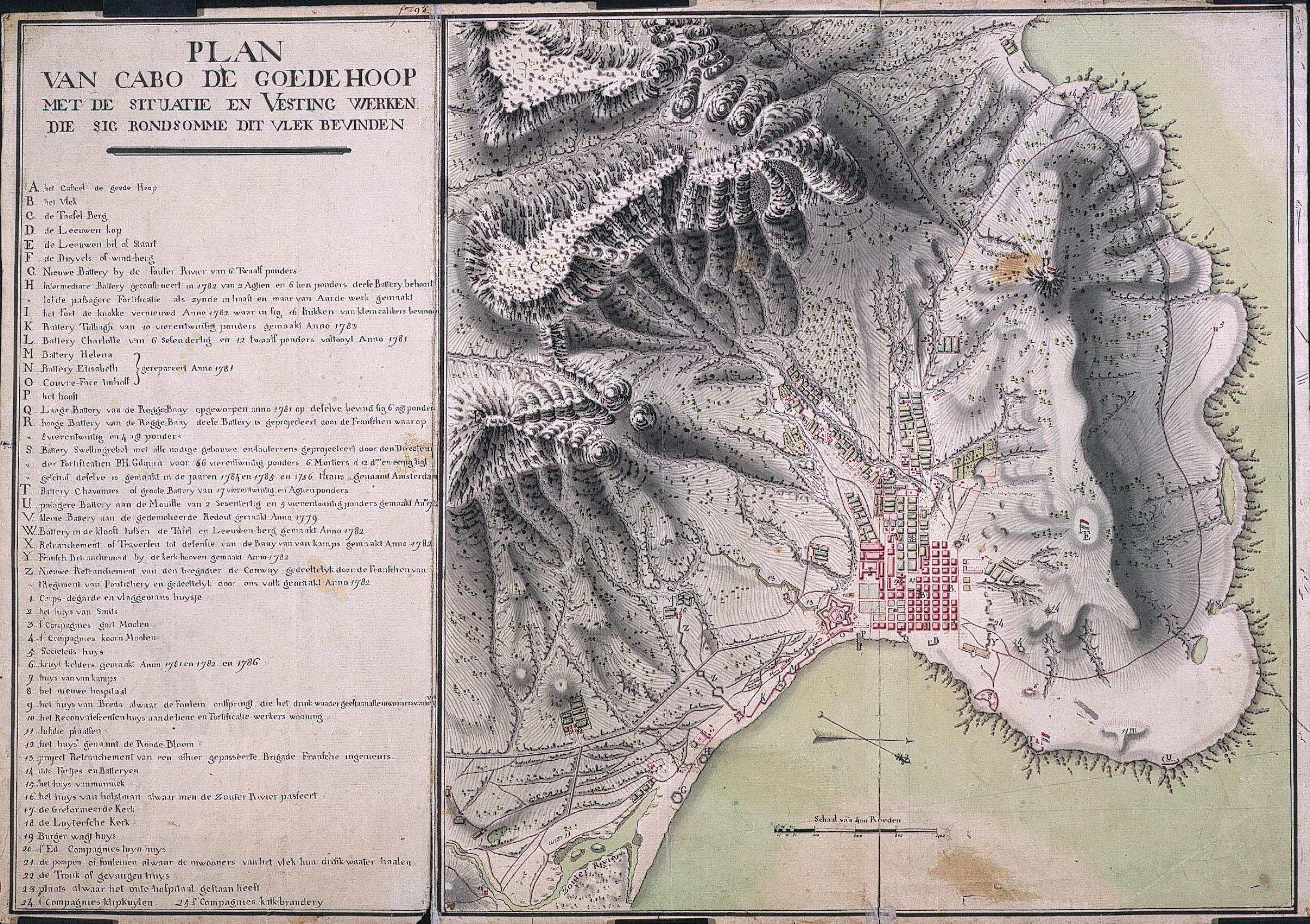
Plan van Cabo de Goede Hoop (ca. 1786)
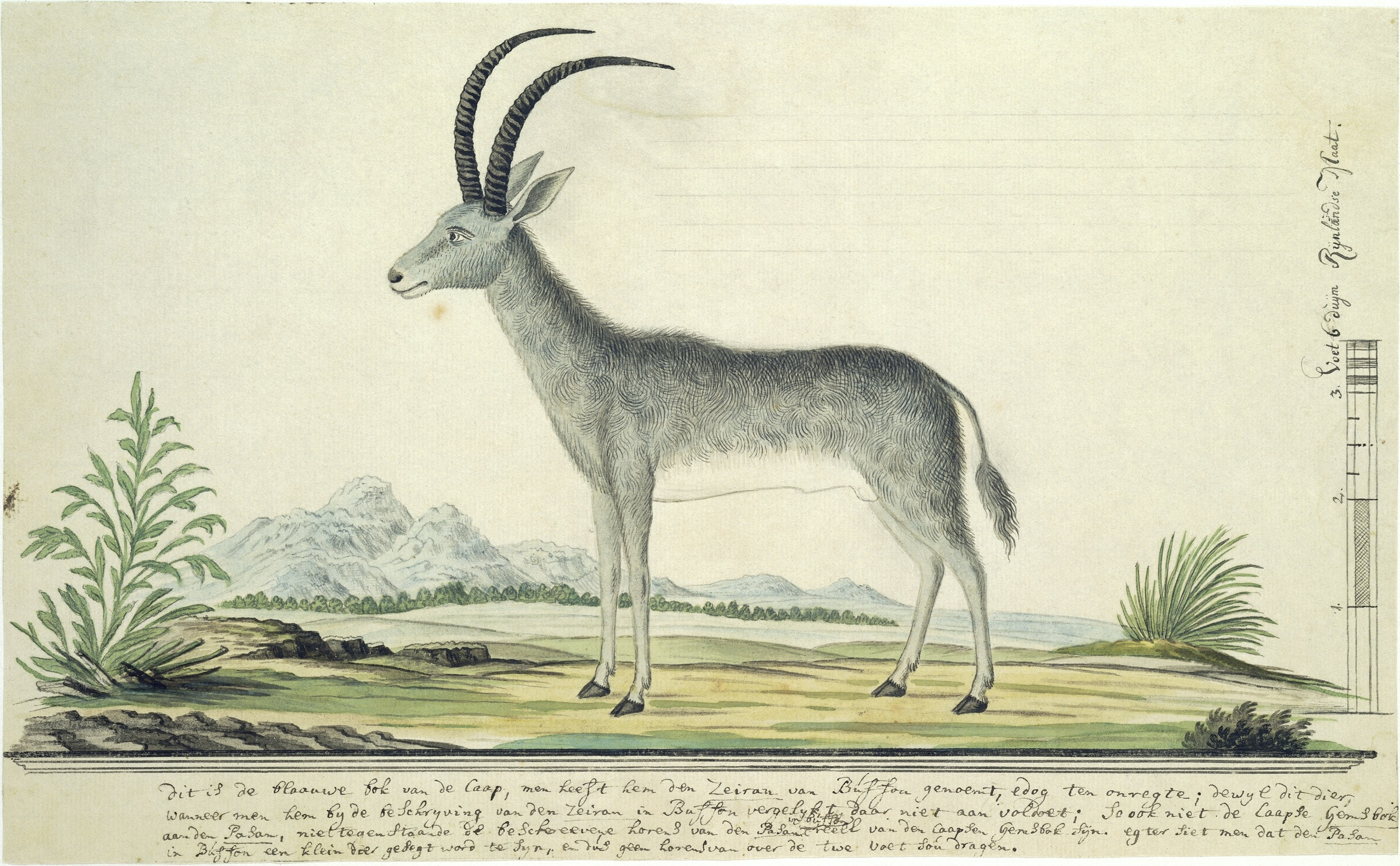
Blauwbok
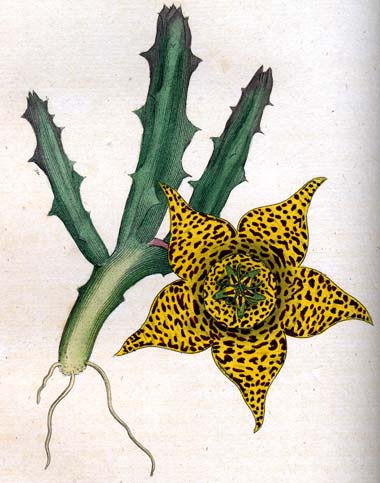
Stapelia variegata
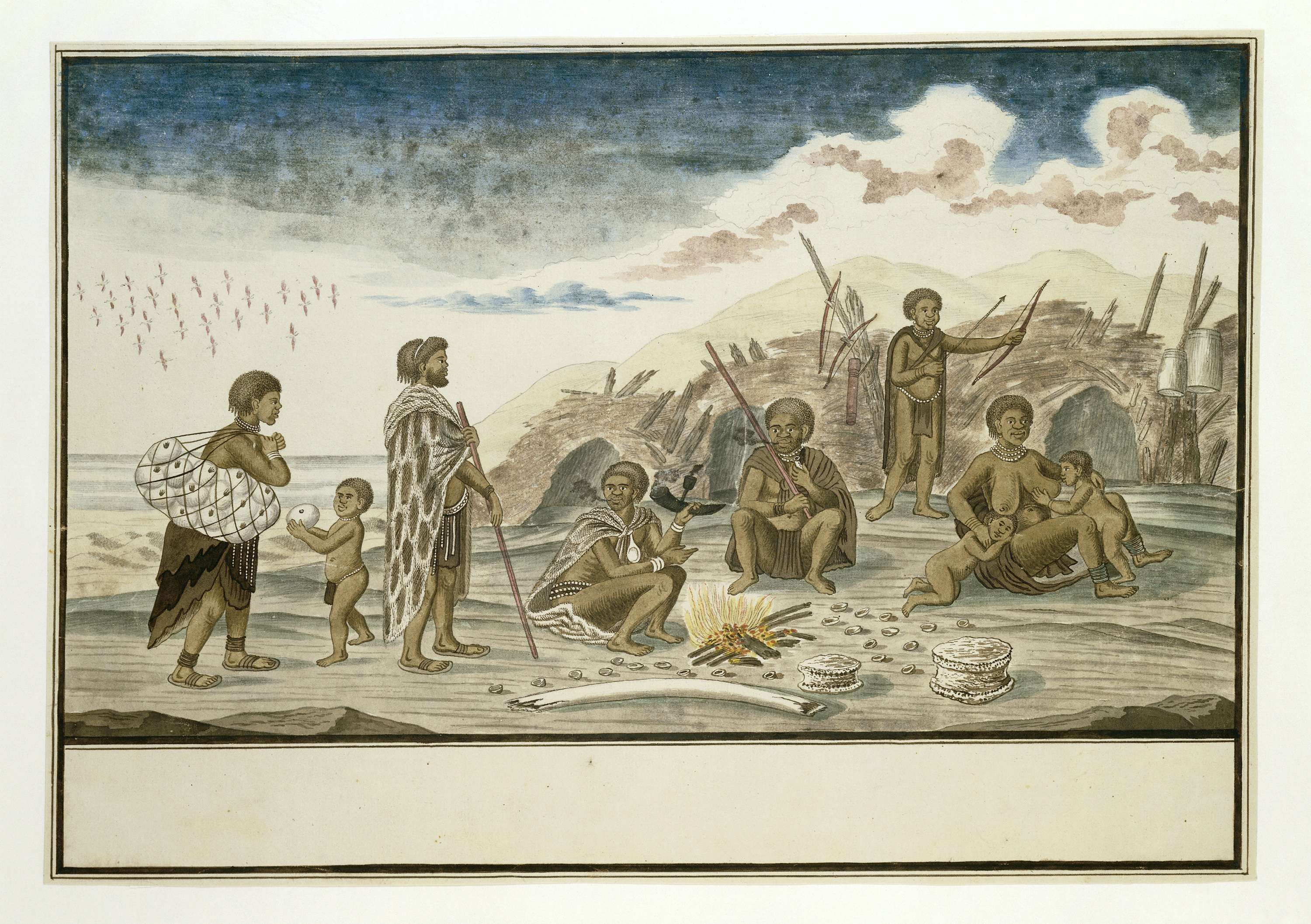
De "Strandlopers" en hun schuilhutten